# Michael Baldauf

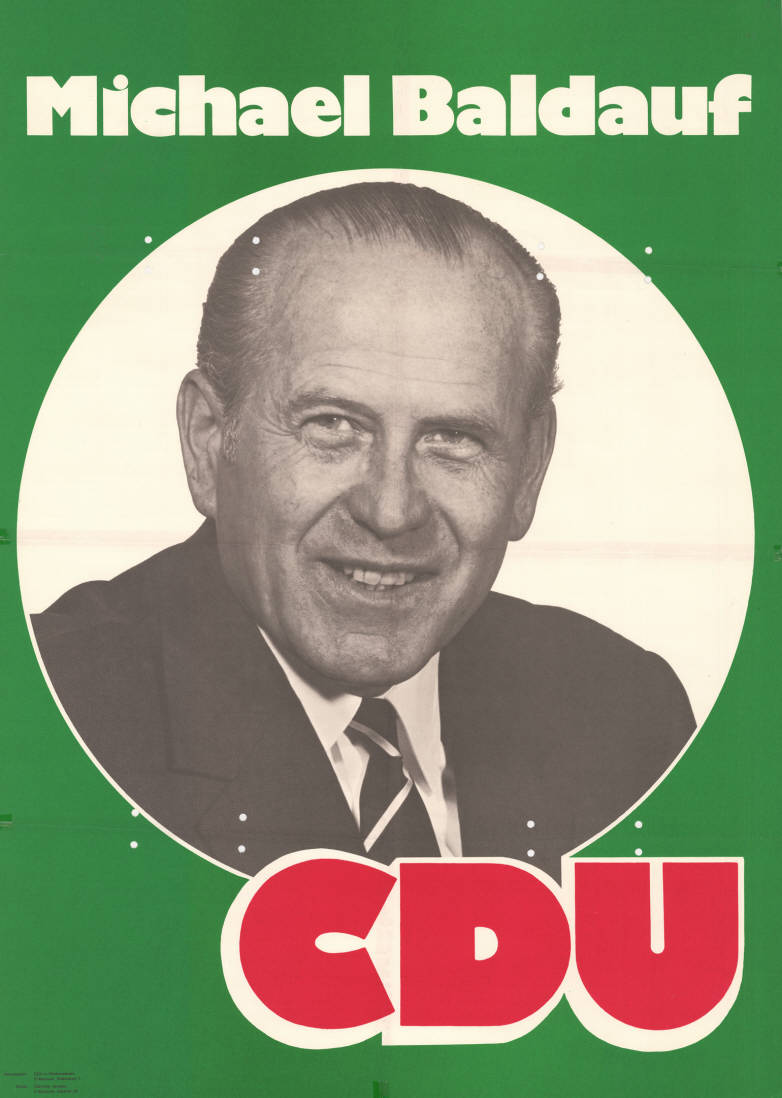
Michael Baldauf auf einem Plakat zur Landtagswahl in Niedersachsen 1970

Michael Baldauf (* 14. März 1918 in München; † 12. Mai 1997 in Neustadt am Rübenberge) war ein deutscher Politiker (CDU).
Baldauf trat nach dem Abitur als aktiver Offizier seinen Dienst an. Seinen letzten Dienstgrad als Hauptmann übte er zuletzt in der Dienststelle Generalstab VIII. Armeekorps aus. Während des Zweiten Weltkrieges wurde er dreimal verwundet und geriet in sowjetische Kriegsgefangenschaft. Im Frühjahr 1950 kehrte er aus der Kriegsgefangenschaft zurück und begann sein volkswirtschaftliches Studium.
Später studierte er Bauingenieur. Im Jahr 1959 begann Baldauf seine Tätigkeit als selbständiger Unternehmensberater für das Bauwesen. Erst 1963 trat er in die CDU ein und wurde in der CDU/CSU-Mittelstandsvereinigung aktiv. Von 1969 bis zur Auflösung des Landkreises Neustadt am Rübenberge 1974 war er Vorsitzender des CDU-Kreisverbandes. Ab 1981 war Baldauf Ratsherr und stellvertretender Bürgermeister der Stadt Neustadt a. Rbge. Von 1972 bis 1974 Kreistagsabgeordneter des Landkreises Neustadt a. Rbge.
In der 7. bis 10. Wahlperiode vom 20. April 1971 bis 20. Juni 1986 wurde er Mitglied des Niedersächsischen Landtages, dessen Schriftführer er vom 22. Juni 1982 bis 20. Juni 1986 war.